# Opplagtjärnen
Opplagtjärnen är en sjö i Älvdalens kommun i Dalarna och ingår i Dalälvens huvudavrinningsområde. Sjön har en area på 0,0922 kvadratkilometer och ligger 778,2 meter över havet. Sjön avvattnas av vattendraget Lilla Härjån. Vid provfiske har gädda fångats i sjön.

## Delavrinningsområde
Opplagtjärnen ingår i det delavrinningsområde (685067-131011) som SMHI kallar för Ovan 685316-131090. Medelhöjden är 835 meter över havet och ytan är 8,07 kvadratkilometer. Det finns inga avrinningsområden uppströms utan avrinningsområdet är högsta punkten. Lilla Härjån som avvattnar avrinningsområdet har biflödesordning 3, vilket innebär att vattnet flödar genom totalt 3 vattendrag innan det når havet efter 522 kilometer. Avrinningsområdet består mestadels av skog (68 procent), sankmarker (11 procent) och kalfjäll (20 procent). Avrinningsområdet har 0,09 kvadratkilometer vattenytor vilket ger det en sjöprocent på 1,1 procent.